# Tekniskt basår
Tekniskt basår  är en behörighetskompletterande eftergymnasial utbildning som ska göra studenten behörig till civilingenjörs- eller högskoleingenjörsutbildning vid teknisk högskola. Utbildningen riktar sig till dem som inte har förkunskaper motsvarande Naturvetenskapsprogrammet från gymnasieskolan, utan exempelvis har läst Samhällsvetenskapsprogrammet. Utbildningen har framför allt ett innehåll av matematik, fysik och kemi och omfattar ett läsår. Basåret inrättades 1992.
Vanligtvis är det de tekniska högskolorna som själva anordnar utbildningen, men tekniskt basår kan även förekomma exempelvis på folkhögskola. Behörighetskravet brukar vara Matematik A och B.
Ibland anordnas en kortare variant kallad teknisk bastermin för de som endast saknar ett mindre antal kurser för behörighet.
Även naturvetenskapligt basår (naturbasår) förekommer för att ge behörighet för tekniska och naturvetenskapliga utbildningar vid universitet och högskolor. Kursinnehållet i naturvetenskapligt basår är mycket snarlikt det i tekniskt basår, men kan även innehålla biologi, vilket tekniskt basår vanligtvis ej gör.